# Jean-Yves Ferri
Jean-Yves Ferri (Mostaganem, 20 april 1959) is een Frans stripauteur, actief als scenarist, tekenaar en inkleurder van stripalbums. Belangrijke stripseries van deze auteur zijn Aimé Lacapelle en Terug op aarde (met Manu Larcenet). In juli 2011 werd hij door uitgeverij Hachette geselecteerd als scenarist voor de voortzetting van de stripreeks Asterix. Didier Conrad werd als tekenaar geselecteerd.

## Biografie
Ferri werd geboren in Algerije als zoon van pieds-noirs. In Terug op aarde laat hij het personage gebaseerd op tekenaar Manu Larcenet verhuizen van de grootstad naar het platteland. Dit is deels gebaseerd op het leven van Ferri die op zijn 17e naar het platteland van de Aveyron verhuisde, wat een echte cultuurshock was. In zijn strip Aimé Lacapelle speelde Charles De Gaulle een kleine bijrol en later ontwikkelde Ferri een aparte komische reeks rond de figuur van De Gaulle.

## Gedeeltelijke bibliografie
- Aimé Lacapelle

1. Je veille aux grains (2000)
2. Tonnerre sur le Sud-Ouest (2001)
3. Poules rebelles (2003)
4. Bêtes à bon diou (2007)

- Terug op aarde (met Manu Larcenet)

1. Het ware leven (2002/2012)
2. Plannen (2003/2007)
3. Le Vaste Monde (2005)
4. Le Déluge (2006)
5. Les Révolutions (2008)

- De Gaulle à la plage (2007)
- Revoir Corfou
- Les fables autonomes
- Correspondances / Le sens de la vis (met Manu Larcenet)
- Asterix  (met Didier Conrad)

1. Asterix bij de Picten (2013)
2. De papyrus van Caesar (2015)
3. Asterix en de race door de Laars (2017)
4. De dochter van de veldheer (2019)
5. Asterix en de Griffioen (2021)

- Bibsys: 13071826
- Biblioteca Nacional de España: XX1780554
- Bibliothèque nationale de France: cb13069401f (data)
- Gemeinsame Normdatei: 1029052360
- International Standard Name Identifier: 0000 0001 2140 3122
- Library of Congress Control Number: no2013133812
- Nationale Bibliotheek van Tsjechië: xx0108462
- Nederlandse Thesaurus van Auteursnamen: 304747106
- Système universitaire de documentation: 057321884
- Virtual International Authority File: 76450345
- WorldCat: E39PBJrwRCddYGDGGPg7KCFR8C